# Anthicomorphus
Anthicomorphus is een geslacht van kevers van de familie snoerhalskevers (Anthicidae).

## Soorten
- A. atronotatus Pic, 1922
- A. cruralis Lewis, 1895
- A. mertoni Pic, 1910
- A. niponicus Lewis, 1895
- A. optatus Bonadona, 1981
- A. pasteuri Pic, 1907
- A. subelongatus (Pic, 1910)
- A. suturalis Lewis, 1895
- A. tonkineus Pic, 1940